# Spilocuscus kraemeri
Il cusco delle isole dell'Ammiragliato (Spilocuscus kraemeri Schwarz, 1910) è un marsupiale arboricolo della famiglia dei Falangeridi.

## Descrizione
Il cusco delle isole dell'Ammiragliato è il rappresentante più piccolo del genere Spilocuscus. I maschi adulti presentano una serie di macchie marrone scuro o nerastre sul dorso bianco, e hanno mani e zampe rossastre. Le femmine adulte presentano una sorta di «sella» nera sul dorso, e hanno testa e dorso rossastri. Le femmine sono più grandi dei maschi.

## Biologia
Conosciamo ben poco la biologia di questa specie. Il fatto che le femmine siano più grandi e numerose dei maschi potrebbe suggerire una riproduzione stagionale; infatti Cohn, durante un soggiorno a Manus nel settembre-dicembre 1912, catturò molti esemplari giovani. Tim Flannery si recò a Manus nel giugno del 1988 ed ebbe l'opportunità di esaminare due femmine messe in vendita in un mercato. Una di esse aveva mammelle piene di latte, ma non era accompagnata dal piccolo, mentre l'altra trasportava sul dorso il proprio piccolo, dal peso stimato sui 500 g.
Nelle foreste di Manus, Flannery trovò giovani indipendenti del peso di 480, 550 e 1150 g; la presenza di questi esemplari già cresciuti in giugno, e i piccoli osservati da Cohn in settembre-dicembre lasciano supporre un ciclo riproduttivo annuale con nascite che avvengono probabilmente in luglio-agosto.

## Distribuzione e habitat
Il cusco delle isole dell'Ammiragliato è presente su alcune isole di questo arcipelago, Manus, Lou, Luf e Wuvulu; in passato era presente anche a Baluan, dove è attualmente scomparso, e potrebbe vivere anche a Ninigo.
Le prove archeologiche suggeriscono che la specie abbia raggiunto Manus solamente in un'epoca molto recente, forse appena 100-200 anni fa.
Recentemente (2001) Anthony, in un articolo sui mammiferi dell'isola della Nuova Britannia, ha citato un presunto esemplare di cusco maculato comune (Spilocuscus maculatus) da esso acquistato in un mercato dell'isola e forse proveniente dalla vicina isoletta di Bali; la fotografia della pelle di questo animale, però, rivela chiaramente che si tratta di un cusco delle isole dell'Ammiragliato, non di un cusco maculato. Già in passato, nel 1931, un altro esemplare di S. kraemeri era stato catturato in Nuova Britannia. Se la specie sopravvivesse ancora in Nuova Britannia sarebbe sicuramente molto rara (diversamente da Manus, dove è molto comune), poiché in tutti questi anni di ricerca ne sono stati trovati solo due esemplari.

## Conservazione
Sebbene sia ancora piuttosto comune a Manus, già nel 1914 Cohn riferì che S. kraemeri era già scomparso da altre isole dell'arcipelago dell'Ammiragliato, come Baluan, a causa della caccia. Flannery ne riscontrò la presenza in una vasta gamma di habitat, perfino nei giardini. Gli abitanti di Manus ne apprezzano molto le carni e la specie viene venduta frequentemente nei mercati dell'isola; anche gli esemplari trovati lungo le coste occidentali della Nuova Britannia potrebbero essere stati trasportati là dall'uomo.
La specie tollera bene anche ambienti danneggiati dalla presenza umana, ma data la continua riduzione dell'habitat la IUCN la classifica tra le specie prossime alla minaccia (Near Threatened).